# Elecciones generales de Honduras de 1985
Las elecciones generales de Honduras de 1985, se realizaron el domingo 24 de noviembre de 1985. En ellas se renovaron los titulares de los cargos de elección popular de la República de Honduras, estos son:
- Presidente de Honduras: Jefe de Estado de Honduras que ejercerá las funciones de dirección del Poder Ejecutivo de Honduras por mandato del pueblo. Sustituirá a Roberto Suazo Córdova del Partido Liberal.
- 134 diputados al Congreso de Honduras.
- 298 alcaldes y 298 vicealcaldes, así como 2092 regidores.

De acuerdo a datos del Registro Nacional de las Personas (RNP), existen 1 901 757 hondureños inscritos en el padrón de votantes.

## Contexto
Desde el principio solo dos candidatos de derecha, Rafael Leonardo Callejas, de 42 años y pperteneciente al Partido Nacional de Honduras (PNH), y José Azcona del Hoyo, de 58 años del Partido Liberal de Honduras (PLH), tenían posibilidades reales de ganar la presidencia, que ha quedado reducida a escoger entre la peste y el cólera, porque las formaciones que representan una alternativa real -el Partido Demócrata Cristiano (PDC) y la corriente socialdemócrata del Partido Liberal, el Partido Innovación y Unidad (PINU)- no tenían ninguna posibilidad real de llevar su candidato a la presidencia de la República.
Las dudas sobre el sistema de cómputo de votos persistían en la noche anterior a las elecciones. La Constitución establecia que el presidente sería el candidato que más votos consiga. El mes de junio, sin embargo, una comisión electoral dictó que el ganador será el candidato del partido más votado. Dos de los nueve candidatos manifestaron que se iba a emplear este último sistema, pero el tribunal electoral se negó a comentar sobre esta eventualidad y se limitó a decir que escogeria el sistema después de los comicios. La lucha ha quedado concentrada entre los partidos tradicionales, Liberal y Nacional, que, según la opinión del investigador social Víctor Meza, "son como las dos alas de un partido conservador", o, como comentan en broma los hondureños, "sólo se diferencian en el número de su apartado postal".

### Candidato Nacional
Los líderes sí se diferencian en su estilo. El joven nacionalista Callejas es el prototipo del joven y dinámico chico de la alta sociedad. Miembro de una familia hondureña que lleva 50 años esperando colocar a uno de los suyos en la presidencia de la República, Callejas estudió Economía Agrícola en la Universidad de Misisipi y estuvo vinculado a la ultraderecha hondureña y al general depuesto Gustavo Álvarez. Se le atribuyen en el pasado contactos con la reaccionaria secta Moon, fundada por un coreano, que se ha fijado como meta borrar el comunismo del planeta.

### Candidato Liberal
Su contrincante con más posibilidades, el liberal José Azcona del Hoyo, hijo de emigrantes españoles, oriundos del valle de Pas, en la provincia de Santander, Azcona ha tenido que luchar contra la acusación de ser español y de no haber nacido en Honduras, lo que lo hubiera invalidado constitucionalmente para ser candidato a la presidencia.
Azcona fue ministro de Transportes y Comunicaciones en el Gabinete de Suazo y era presidente del Partido Liberal, pero luego se enemistó con el presidente de la República y dimitió del ministerio, lo que le supuso perder también la presidencia de los liberales.
Azcona dijo: me lancé a las llamas, cuando nadie daba un centavo por nosotros. Ahora, tras dos años de campaña, se ha convertido en el candidato más fuerte de los cuatro liberales que compiten en la elección, incluso por encima del apoyado oficialmente por Suazo, el de la corriente rodista, Oscar Mejía Arellano, de 66 años.

#### Controversias en la campaña liberal
Una de las notas curiosas de las elecciones fue la presencia de un muerto en el apartado destinado a votar por la corriente rodista, que toma su nombre del fallecido Modesto Rodas. La papeleta presenta a cuatro partidos, y bajo los emblemas y siglas de esos cuatro partidos aparecen las fotos de los nueve candidatos presidenciales. Bajo el logo liberal compiten los candidatos de cuatro corrientes internas.
Los oficialistas rodistas no presentan al elector la foto de su candidato, Óscar Mejía Arellano, sino la del difunto Modesto Rodas Alvarado, de quien se pensó podría, tener más gancho popular que el aspirante presidencial vivo. La hija de Rodas, que es azconista, salió en la propaganda electoral para advertir que su padre estaba muerto y no puede solucionar los problemas de Honduras. Tras condenar el uso de la imagen de su padre, la hija de Rodas invitaba a los electores a votar por Azcona.
Otro de los aspectos curiosos de la campaña electoral ha sido la actuación del presidente Suazo, que cada vez ve más próximo su fin político y no se resigna a desaparecer. Tras sus intentos de dar un golpe de Estado técnico en el Congreso para prolongar su mandato, el 24 de octubre Suazo se enzarzó en una violenta disputa contra Azcona y culminó su actuación con una siembra de panfletos contra el candidato nacionalista, Callejas.
Según denunció la Prensa norteamericana y confirmó Callejas, aunque Suazo lo negaba, el presidente pidió a una base norteamericana que le prestase un helicóptero. Desde el helicóptero, al que Suazo subió con unos amigos, uno de ellos, que portaba un saco, se dedicó a lanzar pasquines sobre las zonas donde Callejas iba a celebrar mítines. En los panfletos se acusaba al candidato presidencial del Partido Nacional, Callejas, de "sodomita" y "enfermo de SIDA". Fuentes de la Embajada norteamericana en Tegucigalpa declararon que el helicóptero había sido prestado en respuesta a una petición de la oficina del presidente de la República.

## Resultados
El pueblo hondureño tenía la oportunidad de votar con la amplia participación de candidatos oficiales que existían en la papeleta, debido a que el oficialista y en el poder Partido Liberal y el opositor Partido Nacional contaban con hasta tres candidatos, en el recuento general de votos realizados los resultados fueron:
| Partido                                     | Partido                                       | Candidato                 | Votos     | %      | Escaños | +/-   |
| ------------------------------------------- | --------------------------------------------- | ------------------------- | --------- | ------ | ------- | ----- |
|                                             | Movimiento Liberal del Pueblo (ALIP)          | José Azcona del Hoyo      | 424 358   | 27,51  |         |       |
| Movimiento Liberal Rodista (MLR)            | Óscar Mejía Arellano                          | 250 519                   | 16,24     |        |         |       |
| Movimiento Rodista Liberal (MRL)            | José Efraín Bú Girón                          | 64 230                    | 4,16      |        |         |       |
| Movimiento Liberal Revolucionario (M-LIDER) | Carlos Roberto Reina                          | 43 373                    | 3,10      |        |         |       |
| Partido Liberal de Honduras (PLH)           | Partido Liberal de Honduras (PLH)             | 786 594                   | 51,01     | 67     | +23     |       |
|                                             | Movimiento Nacional Rafael Callejas (MONARCA) | Rafael Leonardo Callejas  | 656 882   | 42,59  |         |       |
| Movimiento Nacional                         | Fernando Lardizabal Guilbert                  | 22 163                    | 1,45      |        |         |       |
| Movimiento Nacional                         | Juan Pablo Urrutia Raudales                   | 20 121                    | 1,44      |        |         |       |
| Partido Nacional de Honduras (PNH)          | Partido Nacional de Honduras (PNH)            | 701 406                   | 45,48     | 63     | +29     |       |
|                                             | Partido Demócrata Cristiano (PDC)             | Hernán Corrales Padilla   | 30 303    | 1,96   | 2       | +1    |
|                                             | Partido Innovación y Unidad (PINU)            | Enrique Aguilar Cerrato   | 23 705    | 1,55   | 2       | -1    |
|                                             |                                               |                           |           |        |         |       |
| Votos válidos                               | Votos válidos                                 | Votos válidos             | 1 542 287 | 96,50  |         |       |
| Votos nulos                                 | Votos nulos                                   | Votos nulos               | 27 713    | 1,73   |         |       |
| Votos en blanco                             | Votos en blanco                               | Votos en blanco           | 28 247    | 1,77   |         |       |
| Total                                       | Total                                         | Total                     | 1 597 841 | 100,00 | 134     | +52   |
| Registrados/Participación                   | Registrados/Participación                     | Registrados/Participación | 1 901 757 | 84.02  | +5.48   | +5.48 |

### Resultados por Departamento
| Departamento      | Liberal | PDC    | PINU   | Nacional |
| ----------------- | ------- | ------ | ------ | -------- |
| Departamento      |         |        |        |          |
| Atlántida         | 41.499  | 1.110  | 1.273  | 33.595   |
| Colón             | 23.719  | 1.032  | 587    | 17.147   |
| Comayagua         | 42.960  | 1.213  | 879    | 37.709   |
| Copán             | 38.502  | 2.041  | 1.296  | 40.237   |
| Cortés            | 127.285 | 4.022  | 4.803  | 98.916   |
| Choluteca         | 49.915  | 2.764  | 1.536  | 55.723   |
| El Paraíso        | 52.388  | 1.019  | 789    | 33.668   |
| Francisco Morazán | 146.959 | 4.229  | 4.470  | 142.586  |
| Gracias a Dios    | 3.187   | 166    | 83     | 5.485    |
| Intibucá          | 17.832  | 1.183  | 572    | 21.273   |
| Islas de la Bahía | 3.307   | 105    | 82     | 3.559    |
| La Paz            | 21.446  | 608    | 576    | 15.483   |
| Lempira           | 24.429  | 1.645  | 1400   | 29.968   |
| Ocotepeque        | 15.632  | 1.579  | 533    | 12.721   |
| Olancho           | 43.262  | 2.140  | 1.761  | 39.363   |
| Santa Bárbara     | 50.370  | 2.619  | 1.475  | 45.376   |
| Valle             | 22.059  | 1.070  | 484    | 22.724   |
| Yoro              | 62.020  | 1.758  | 1.122  | 45.959   |
| Total             | 786.771 | 30.303 | 29.419 | 701.492  |

## Candidato ganador
Las encuestas realizadas en el territorio nacional hondureño, marcaban una tendencia a que el candidato del partido conservador Licenciado Rafael Leonardo Callejas, por su juventud y novedosa campaña sería el ganador; en la noche del recuento de votos mostraba la amplia mayoría obtenida por el candidato Ingeniero José Azcona del Hoyo del Partido Liberal de Honduras más con la suma de los otros candidatos liberales marco la diferencia con la cual se proclamó vencedor y sería el segundo presidente constitucional del Partido Liberal electo en la era democrática hondureña.  